# Линовский, Владимир Альбертович
Владимир Альбертович Линовский (1818—1863) — статский советник , профессор Ришельевского лицея , магистр университета святого Владимира , юрист, брат Ярослава Альбертовича Линовского.

## Биография
Владимир Альбертович Линовский родился в 1818 году.
Образование получил в Московском университете. В 1839 году он стал адъюнктом по кафедре практического судопроизводства в Ришельевском лицее, также он преподавал до 1842 года законы государственного благоустройства, благочиния и казенного управления, до 1844 года — уголовные, гражданские и межевые законы, введение в науку права и истории законодательства и обозрение русских законов. В 1844 году Линовский был утверждён профессором по кафедре практического судопроизводства, а в 1853 году по состоянию здоровья был вынужден оставить службу.
Скончался Владимир Альбертович Линовский в 1863 году.

## Публикации
Владимиру Альбертовичу Линовскому принадлежат следующие научные труды:
- «О местных бессарабских законах»[1]
- «Исследование начал уголовного права, изложенных в Уложении царя Алексея Михайловича»[2]
- «Опыт исторических разысканий о следственном уголовном судопроизводстве в России»[3]
- Ряд прочих статей[4]